# Карвалью, Паулу
Па́улу Са́нтус Карва́лью (порт.-браз. Paulo Santos Carvalho; род. 26 февраля 1986, Салвадор) — бразильский боксёр, представитель первой наилегчайшей весовой категории. Выступал за сборную Бразилии по боксу во второй половине 2000-х — первой половине 2010-х годов, победитель бразильского национального первенства, бронзовый призёр Южноамериканских игр, серебряный призёр Всемирных военных игр, участник летних Олимпийских игр в Пекине.

## Биография
Паулу Карвалью родился 26 февраля 1986 года в городе Салвадор штата Баия, Бразилия. Занимался боксом одновременно со службой в Военно-морских силах Бразилии.
Первого серьёзного успеха на взрослом международном уровне добился в сезоне 2006 года, когда вошёл в основной состав бразильской национальной сборной и побывал на Южноамериканских играх в Буэнос-Айресе, откуда привёз награду бронзового достоинства, выигранную в первой наилегчайшей весовой категории — на стадии полуфиналов потерпел поражение от венесуэльца Эдуарда Бермудеса.
В 2007 году боксировал на домашних Панамериканских играх в Рио-де-Жанейро, где уже на предварительном этапе был остановлен американцем Луисом Яньесом.
Благодаря череде удачных выступлений удостоился права защищать честь страны на летних Олимпийских играх 2008 года в Пекине — в категории до 48 кг благополучно прошёл первых двоих соперников по турнирной сетке, но в четвертьфинале со счётом 5:21 проиграл кубинцу Ямпьеру Эрнандесу.
После пекинской Олимпиады Карвалью остался в главной боксёрской команде Бразилии и продолжил принимать участие в крупнейших международных турнирах. Так, в 2009 году он одержал победу на панамериканском чемпионате в Мехико и выступил на чемпионате мира в Милане, где в 1/8 финала его победил монгол Пурэвдоржийн Сэрдамба. Отметился выступлением на Кубке Президента в Баку, где проиграл представителю Казахстана Биржану Жакыпову.
В 2010 году выступил в матчевой встрече World Series Boxing, представляя команду «Майами».
В 2015 году стал чемпионом Бразилии в первом наилегчайшем весе и завоевал серебряную медаль на Всемирных военных играх в Мунгёне.
На чемпионате Бразилии 2017 года в Салвадоре стал серебряным призёром, уступив в финале Дугласу Андради.